# Генріх I Фелікс фон Гарбург
Генріх I Фелікс фон Гарбург (нім. Heinrich Felix von Harburg; 1080 — 1 вересня або 3 вересня 1153) — церковний та державний діяч Священної Римської імперії, 23-й архієпископ Майнца.

## Життєпис
Походив зі знатного тюринзького роду Гарбургів. Народився близько 1080 року. Замолоду потрапив до почту єпископа Ансельма Гавельсберзького, впливового дипломата. 1122 року стає пробстом монастиря Святого вікторо неподалік від Майнцу. 1128 року призначено пробстом Майнцького собору, а потім архідияконом. Стає наближеним до Адальберта I, архієпископа Майнца.
1142 року за підтримки Конрада III Гогенштауфена, короля Німеччини, стає архієпископом Майнца та архіканцлером Німеччини. Намагався дотримуватися дружніх стосунків з Вельфами і Гогенштауфенами. Водночас продовжив політику попередників щодо розширення володінь архієпископства в районі Везера і Гарца. При цьому активно сприяв розгортанню монастирського руху. 1143 році провів місцевий синод в Майнці з метою зміцнення дисципліни кліру.
1147 року брав участь у Трірському синоді, який проводив папа римський Євгеній III. Того ж року призначається королівським адміністратом під час відсутності Конрада III у Німеччині (перебував у Другому хрестовому поході), а також опікуном та вихователем спадкоємця трону Генріха Беренгара. Виступив на захист жидівської громади Майнцу, запобігши погрому. Водночас долучився до Вендського хрестового походу. 1148 року не прибув на Реймський собор, що проводив папа римський. За це Генріха I Фелікса фон Гарбурга було відлучено від сану. За втручання Конрада III це рішення було скасовано.
1150 року знову здобув повну владу в Майнцькій єпархії. Призначається архіканцлером Бургундії. Але невдовзі стосунки з папою римським знову погіршилися через реформу монастиря Гайденгайм, якій чинив спротив Генріх I Фелікс. Це завадило впровадженню ідеї архієпископа щодо канонізації Віллігіза.
1152 року відійшов від союз з Генріхом Вельфом. Того ж року після смерті Конрада III організував вибори нового короля Німеччини, підтримуючи при цьому сина померлого — Фірдріха, герцога Швабії. Після обрання королем Фрідріха Барбаросси зберіг опозиційність до нього. У відповідь король за підтримки Папського престолу у Вормсі домігся позбавлення Генріха I Фелікса фон Гарбурга сану Майнцького аріхєпископа. Того ж року він помер в Айнбеку.